# United States Football League (1983)
Ne doit pas être confondu avec United States Football League (2022).
La United States Football League (1983) (en abrégé USFL 1983) est une ligue de football américain, créée en 1982 et qui a compté trois saisons (1983, 1984 et 1985).
Il s'agissait d'une ligue de printemps dans la mesure où le calendrier de la saison (avril à juillet) était décalé par rapport à celui de la prestigieuse National Football League (NFL).
Néanmoins, il était prévu que la saison 1986 se déroule en automne / hiver afin de concurrencer directement la NFL mais l'USFL cesse ses activités avant son commencement.
Les idées de l'USFL sont conçues en 1965 par l'homme d'affaires de La Nouvelle-Orléans, David Dixon, qui voit un marché pour le football professionnel en été, lorsque la National Football League et le football universitaire sont en « basse saison ». Dixon est un acteur clé dans la construction du Louisiana Superdome et dans l'expansion de la NFL à La Nouvelle-Orléans en 1967. Il développe «The Dixon Plan» - un projet pour l'USFL basé sur l'assurance de disposer de stades du calibre de la NFL, des principaux marchés de la télévision, de la conclusion d'un contrat de diffusion télévisée nationale et du contrôle des dépenses - et trouve des investisseurs prêts à y souscrire.
Bien que les propriétaires et les fondateurs initiaux de l’USFL promettent de respecter les directives générales énoncées dans le plan de Dixon, des problèmes se posent avant même que les équipes ne s’engagent sur le terrain, certaines franchises étant confrontées dès le début à une instabilité et des soucis financiers. En raison de la pression exercée par la NFL, certaines franchises ont du mal à obtenir des baux dans des stades également utilisés par les équipes de la NFL, les obligeant à se démener pour trouver des sites alternatifs dans la ville de leur choix ou à se déplacer rapidement vers un nouveau marché. L'USFL n’a pas de plafond salarial strict, et certaines équipes augmentent rapidement la masse salariale des joueurs jusqu'à des niveaux insoutenables malgré les promesses de maîtrise des coûts. Bien qu'une poignée de franchises de l'USFL respectent le plan Dixon et sont relativement stables, d'autres subissent des crises financières répétées, et de nombreuses délocalisations, fusions et changements de propriété ont lieu au cours de leur courte existence[réf. souhaitée]. Ces problèmes s'aggravent lorsque certains propriétaires se lancent dans des guerres d’enchères opposant les joueurs vedettes aux équipes de la NFL, forçant d’autres propriétaires à faire de même ou à subir un désavantage concurrentiel.
Sur le terrain, l’USFL est considérée comme un produit relativement bon. De nombreux entraîneurs et dirigeants d’équipes ont une expérience de la NFL et de nombreux futurs joueurs et entraîneurs de la NFL y ont fait leurs débuts. Les Panthers du Michigan remportent le premier championnat USFL en 1983, les Stars de Philadelphie le deuxième et, après s'être installés à Baltimore, gagnent le dernier championnat USFL en 1985 sous le nom des Stars de Baltimore.
En 1985, l'USFL vote pour passer d'un calendrier de printemps à un calendrier d'automne en 1986 afin de concurrencer directement la NFL. Cela est fait à la demande du propriétaire majoritaire des Generals du New Jersey, Donald Trump, et d'une poignée d'autres propriétaires, afin de forcer la fusion des deux entités. Dans le cadre de cette stratégie, l'USFL intente une poursuite antitrust contre la National Football League en 1986, et un jury juge que la NFL viole les lois anti-monopoles. Cependant, dans une victoire au nom seulement, l'USFL obtient un dollar seulement, qui, en vertu des lois antitrust, est triplé à 3 dollars. Cette décision de justice met effectivement fin à l'existence de l'USFL. Ils ne disputent jamais la saison 1986 et, au moment de sa fin, elle a perdu plus de 163 millions de dollars[réf. souhaitée].

## Importance historique

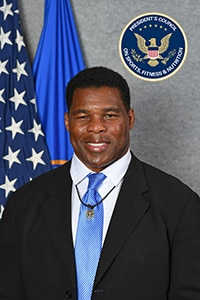
Herschell Walker, la première star signée par l'USFL.

L'USFL est historiquement importante en partie pour le niveau de talent qui s'y joue. Trois vainqueurs consécutifs du trophée Heisman y jouent: le running back des Bulldogs de l'université de Géorgie, Herschel Walker et le quarterback Doug Flutie des Eagles du Boston College signent avec les Generals du New Jersey, et le RB, Mike Rozier (en) des Cornhuskers de l'université du Nebraska signe avec les Maulers de Pittsburgh, de même que de nombreuses autres stars universitaires. Le defensive end Reggie White, futur membre du Pro Football Hall of Fame, l'offensive tackle Gary Zimmerman et les quarterbacks Jim Kelly et Steve Young commencent leur carrière professionnelle au sein de l'USFL pour les Showboats de Memphis, l'Express de Los Angeles, les Gamblers de Houston et encore l'Express, respectivement.
Un certain nombre de vétérans de la NFL de tous les niveaux jouent dans l'USFL. Il est vrai que certains réservistes de la NFL, qui n’avaient que peu de succès, y sont devenues des stars, cependant, d'autres ont connu des difficultés ou n’ont pas réussi à s'imposer. De plus, des titulaires NFL y sont attirés au début de leur carrière, notamment le MVP 1980, Brian Sipe (en), quarterback des Browns, le running back  des Bills, trois fois élu au Pro Bowl, Joe Cribbs (en), et Gary Barbaro (en), safety des Chiefs de Kansas City, également triple Pro Bowler.

## Histoire

### Organisation
L'USFL est une idée originale de David Dixon, un antiquaire de la Nouvelle-Orléans, qui joue un rôle déterminant dans l'arrivée des Saints à La Nouvelle-Orléans (et dans la construction de leur stade, le Superdome). En 1965, il envisage le football comme un sport de printemps et d’été possible.
Au cours des 15 années suivantes, il étudie les deux derniers obstacles à la domination du football professionnel par la NFL: l'American Football League et la World Football League. En 1980, il commande une étude à Frank Magid Associates, qui révèle des résultats prometteurs pour le football au printemps et en été. Il élabore également un plan directeur pour les opérations de la ligue potentielle, qui comprend une exposition télévisée précoce, une forte promotion sur les marchés nationaux et des propriétaires ayant les ressources et la patience nécessaires pour absorber des années de pertes, ce qui, à son avis, serait inévitable jusqu'à ce que tout le monde trouve ses marques. Il rassemble également une liste de franchises potentielles situées dans des marchés attrayants pour un partenaire de télévision potentiel.
Après presque deux ans de préparation, Dixon annonce officiellement la formation de l'USFL au 21 Club de New York le 11 mai 1982 pour commencer à jouer en 1983. Le président d'ESPN, Chet Simmons, est nommé premier commissaire en juin 1982.
Selon le plan Dixon, si son idée doit être un succès, elle a besoin de revenus et de visibilité pour la télévision. En 1983, des contrats sont signés avec le diffuseur en direct ABC et un diffuseur de télévision par câble, la jeune ESPN, pour la télédiffusion de match. Les accords ont rapporté environ 13 millions de dollars en 1983 et 16 millions de dollars en 1984, dont 9 millions de dollars par an d’ABC. ABC avait des options pour la saison 1985 à 14 millions de dollars et 1986 à 18 millions de dollars. Chaque semaine, il y aurait un match télévisé à l'échelle nationale, ainsi que la propre version de l'USFL du Monday Night Football.

### Problèmes avant de commencer
Comme presque toutes les nouvelles ligues de football professionnel, l'USFL a des facteurs hors du terrain qui l'ont empêché de commencer de manière adéquate. Cela commence lorsque le propriétaire initial de la franchise de Los Angeles, Alex Spanos, se retire et choisit de devenir plutôt propriétaire minoritaire des Chargers de San Diego, club de la NFL. Jim Joseph, un promoteur immobilier qui perd avec son ami Tad Taube l'obtention de la franchise dans la région de la baie de San Francisco, pense qu'il serait heureux d'être copropriétaire des Invaders d'Oakland. Lorsque la franchise potentiellement plus lucrative de Los Angeles devient disponible, Joseph se procure les droits sur la région. Les propriétaires de la franchise de San Diego, les magnats de la télévision par câble Bill Daniels et Alan Harmon, se voient refuser un contrat de location pour le stade Jack Murphy, en partie à cause de la pression exercée par les Chargers et les Padres de la MLB qui ont le contrat de location du stade à l'époque. Los Angeles est considérée comme essentielle au succès, et Dixon et Simmons estiment que deux patrons de télévision sont mieux à même de diriger les efforts de l'USFL là-bas. Joseph est contraint de déplacer son opération. L'équipe ouvre ses portes à Phoenix, en Arizona, où elle devient les Wranglers de l'Arizona. L'équipe de Daniels et Harmon est l'Express de Los Angeles.
La franchise de Boston, les Breakers, a également des problèmes de stade. Le groupe de propriété de Boston veut jouer au Harvard Stadium, mais n’est pas en mesure de conclure un accord avec l’université. Le stade de Sullivan appartient aux Patriots, qui ne sont pas disposés à partager leur site avec un rival, tandis que le Fenway Park est utilisé au printemps par les Red Sox et n’est donc pas disponible, et l'Alumni Stadium sur le campus de Boston College, pour des raisons jamais rendues publiques, décline également. Enfin, ils ont pu négocier un bail pour jouer au Nickerson Field, situé sur le campus de l’université de Boston, une installation pouvant accueillir 21 000 personnes.
Avant la saison inaugurale, il est prévu d’établir quatre franchises au Canada à Vancouver, à Edmonton, à Montréal et dans le sud de l’Ontario (plus précisément au stade Ivor-Wynne à Hamilton, en Ontario). La proposition est poussée par John F. Bassett, le Canadien qui va devenir propriétaire de l’équipe USFL des Bandits de Tampa Bay. Cependant, le sénateur Keith Davey avertit que le gouvernement canadien agira pour protéger la Ligue canadienne de football de la concurrence. La Loi sur le football canadien est proposée, mais non approuvée, lorsque Basset tente d'établir les North American de Toronto dans la World Football League en 1974. Une telle loi aurait interdit aux associations de football américaines de jouer au Canada. En particulier, l’équipe de la LCF montréalaise, les Concordes, est sur un terrain financier précaire, elle vient juste d’être créée pour remplacer les Alouettes récemment disparus. Cela amène Bassett à abandonner l'idée.
Une fois que le jeu commence réellement, ils connaissent le même type d’instabilité, de délocalisation et de fermetures de franchise que presque toutes les ligues de football professionnel, y compris la NFL, dans leurs premières années.

## USFL vs NFL

### Le plan Dixon ou une ligue de stars
Au début, l’USFL rivalise avec la plus ancienne et plus établie National Football League en suivant le plan de Dixon. Le plan a pour but de concurrencer la NFL en jouant de mars à juin pendant la saison morte de la faction rivale, mais aussi en ayant:
- Des équipes qui jouent dans de grands stades de calibre NFL[38].
- Des budgets promotionnels de pré-saison pour s'introduire sur le marché local[39].
- Un plafond salarial serré de 1,8 million de dollars US par équipe. La NFL l'introduit en 1994[40].
- Une draft territoriale, pour mieux recruter les étoiles collégiales locales bien connues pour aider la renommée des franchises. (Semblable à celle utilisée de nos jours par l'Alliance of American Football)[41].

Les revenus de télévision répondent aux exigences du plan Dixon. Le plan prévoit une participation de plus de 18 000 personnes par match pour la première année. En 1983, 10 des 12 équipes dépassent ce seuil. Les salaires des joueurs sont le point où on s’écarte du plan, au nom du recrutement des stars.
Le plus gros succès - la signature de Herschel Walker, All-American à trois reprises et vainqueur du trophée Heisman en 1982 - constitue une violation importante du plan Dixon. À l'instar de la NFL, l'USFL interdit aux underclassmen de signer. Cependant, les officiels étant certains que cette règle ne serait jamais respectée, ils permettent à Walker de signer avec les Generals du New Jersey. Plus important encore, Walker signe un contrat de trois ans d’une valeur de 4,2 millions de dollars, assorti d’une prime à la signature d’un million de dollars. Les autres propriétaires ne soulèvent aucune objection, sachant qu’avoir le vainqueur en titre du Heisman donnerait une crédibilité instantanée.
Craig James (en), Anthony Carter (en) et Kelvin Bryant (en), ainsi que des vétérans de la NFL comme Chuck Fusina (en) et des membres du Blitz de Chicago (en), comme Greg Landry (en), montrent également montré que l'USFL est un challenger crédible à la NFL. Des offres sérieuses sont faites à d'autres stars, telles qu'Eric Dickerson et Dan Marino.
La recherche de talents de haut niveau se révèle être une arme à double tranchant. Alors que la présence de nombreuses stars de premier ordre prouve qu'on peut mettre un produit compétitif sur le terrain, de nombreuses équipes dépassent largement le plafond salarial afin de mettre des équipes plus compétitives sur le terrain[réf. souhaitée]. Par exemple, les Panthers du Michigan perdent des millions de dollars alors même qu'ils deviennent les premiers champions. Le désir de rivaliser avec d’autres équipes de l'USFL et de faire en sorte d'être considéré comme proche du calibre de la NFL amène presque toutes les équipes à dépasser le plafond salarial des équipes du Plan Dixon au cours des six à dix-huit premiers mois[réf. souhaitée].
Six nouvelles équipes arrivent en 1984, au lieu des quatre initialement envisagées par Dixon, pour empocher deux frais d'extension supplémentaires. Dixon, frustré, vend ses parts et quitte le bateau.

### Calendrier de printemps ou d'automne
En 1984, les propriétaires commencent à discuter de la possibilité de rivaliser avec la NFL en jouant ses matchs à l’automne à partir de 1986. Les plus fervents partisans de l’automne sont Eddie Einhorn, propriétaire de Chicago, et Donald Trump, des Generals. Einhorn et Trump font valoir que si l'USFL se dirige vers l'automne, elle obligera éventuellement une fusion avec la NFL dans laquelle l'ancienne ligue devrait admettre au moins certaines équipes de l'USFL. Ils ont également fait valoir que si une fusion se produisait, l'investissement initial des équipes survivantes ferait plus que doubler.
Une firme de consultants recommande de s’en tenir à une saison de printemps. Malgré les protestations de nombreux membres de la "vieille garde", qui souhaitent rester fidèles au plan original de jouer au printemps , le 18 octobre 1984, les propriétaires votent (12 pour - 2 contre) pour commencer à jouer une saison d'automne en 1986. Le propriétaire des Bandits de Tampa Bay, John F. Bassett, qui enregistre l’un des deux votes "non", déclare son intention de sortir son équipe de l’USFL et d’organiser une nouvelle ligue de football au printemps,. Cependant, sa santé défaillante (il est décédé d'un cancer en mai 1986) contraint Bassett à renoncer à ses projets et à vendre les Bandits à son partenaire mineur, Lee Scarfone, qui accepte de conserver la franchise à l'USFL. Les défenseurs du printemps ont perdu, et les défenseurs de l’automne s’attachent maintenant à imposer une fusion avec la NFL ou, à tout le moins, à gagner un règlement important et à sécuriser un réseau de télévision pour les émissions d’automne. La USFL abandonne son modèle initial de football de printemps au profit du pari risqué (mais potentiellement rentable) de s'affronter face à face avec la NFL.
En conséquence directe de cette décision, les Maulers de Pittsburgh s'effondrent au lieu de rivaliser avec les Steelers de Pittsburgh, la vente des Federals de Washington (en), en difficulté, au groupe de propriété basé à Miami de Weiser est annulée, les Breakers de La Nouvelle-Orléans, et le champion de 1984, les Stars de Philadelphie, doivent déménager et les Panthers du Michigan, champion en 1983, surprennent le commissaire en annonçant qu’ils ne joueront pas dans la région de Détroit pour la saison 1985. Le propriétaire des Panthers, A. Alfred Taubman, informe lors d'une réunion qu'il a négocié une fusion conditionnelle avec Invaders d'Oakland, en fonction du résultat du vote, avec Taubman comme propriétaire majoritaire. Dans l’espoir de jouer à l’automne 1986, Einhorn décide de ne pas aligner d'équipe pour la dernière saison de printemps du canard boiteux. Quelques semaines après sa décision, l'USFL est contrainte d'abandonner quatre marchés lucratifs, de se passer d'un cinquième et de suspendre ses activités dans un sixième. Avec le recul, cela détruit la viabilité de l'USFL, bien que la chute des Maulers aurait probablement eu lieu de toute façon, l'équipe appartenant au magnat des centres commerciaux Edward J. DeBartolo Sr. (qui est également propriétaire des Penguins de Pittsburgh de la National Hockey League à l'époque), Son fils, Edward J. DeBartolo Jr., possède les 49ers, champions du Super Bowl (une équipe qui appartient maintenant à sa sœur Denise DeBartolo York), ce qui crée un conflit d'intérêts potentiel pour la famille entre l'USFL et la NFL.
ABC offre à l'USFL un contrat télévisé de 175 millions de dollars sur quatre ans pour la diffusion au printemps 1986. ESPN offre 70 millions de dollars sur trois ans. Après toutes les fusions et les fermetures, il ne reste plus assez de défenseurs du football de printemps dans la ligue pour accepter ces contrats. Les propriétaires de la ligue ont perdu 67 millions de dollars en moyenne par an à partir de 1986 afin de vaincre la NFL[réf. nécessaire].
Après la saison 1985, d'autres plans sont annoncés pour tenir compte du calendrier d'automne, mettre en commun les ressources financières et éviter une concurrence onéreuse en tête-à-tête avec les équipes de la NFL. Deux fusions ont lieu, le Gold de Denver fusionne avec les Bulls de Jacksonville (en), les Bulls formant l’équipe survivante. Trump achète les actifs des Gamblers de Houston pour un montant non divulgué et les fusionne avec les Generals. Alors que les Generals sont l'équipe survivante, l'entraîneur, Jack Pardee, est nommé nouvel entraîneur de l'équipe issue de la fusion. En dépit de tous ces changements, l'USFL ne jouerait jamais un jeu d'automne.

### Le procès USFL/NFL
Dans un autre effort pour se maintenir à flot tout en attaquant la National Football League, plus établie, l'USFL intente une action en justice antitrust contre son rival, affirmant qu'elle établit un monopole en ce qui concerne les droits de retransmission télévisée et, dans certains cas, l'accès aux stades.
La cause est entendue par le juge Peter K. Leisure. L'USFL affirme que la NFL a intimidé ABC, CBS et NBC en leur interdisant la retransmission télévisée des matchs de l'USFL à l'automne. Il est également affirmé que la NFL a un plan spécifique pour éliminer l'USFL, la «Présentation de Porter». En particulier, l'USFL dit que la NFL conspire pour ruiner les Invaders et les Generals. L'USFL demande 567 millions de dollars de dommages et intérêts, qui sont triplés pour atteindre 1,7 milliard de dollars en vertu de la législation antitrust. Ils espèrent annuler les contrats de la NFL avec les trois principaux réseaux. L'USFL proposé deux solutions: contraindre la NFL à négocier de nouveaux contrats de télévision avec seulement deux réseaux ou forcer la NFL à se scinder en deux entités de 14 équipes concurrentes, chacune limitée à un contrat avec un réseau majeur.
L'avocat de l'USFL, Harvey Myerson, a ce qu'il considérait être trois «pistolets fumants» (smoking guns):
1. Une note de mars 1973 adressée par l'avocat Jay Moyer, au directeur de la télédiffusion de la NFL, Robert Cochran, affirmant qu'un «réseau ouvert» pourrait être ouvert à «une invitation à la formation d'une nouvelle ligue»[74].
2. Une note d'août 1983 adressée à son personnel par le directeur exécutif du conseil de direction de la NFL, Jack Donlan. Le document présente des plans pour que les équipes de la NFL «augmentent les offres de salaire de l'USFL aux joueurs existants ou courent le risque de les perdre»[75].
3. En 1984, Michael Porter, professeur à la Harvard Business School, présente aux dirigeants de la NFL un exposé sur «comment conquérir» la United States Football League[76].

Toutes les équipes, sauf une, sont nommées co-défendants. Al Davis, propriétaire des Raiders de Los Angeles de l'époque, est un témoin important de l'USFL et est exclu de la poursuite en échange de son témoignage. Howard Cosell d'ABC Sports est également un témoin clé de l'USFL.
L'affaire est jugée au printemps 1986 et dure 42 jours. Le 29 juillet, un jury composé de six personnes rend un verdict qui dévaste l'USFL, même si, techniquement, elle a gain de cause. Le jury déclare que la NFL est un «monopole illégal dûment reconnu» et conclut que la NFL a délibérément acquis et maintenu son statut de monopole dans le football professionnel par le biais de tactiques prédatrices. Cependant, il rejette les autres revendications de l'USFL. Le jury estime que l'USFL a modifié sa stratégie pour atteindre un objectif plus risqué consistant à forcer la fusion avec la NFL. En outre, le passage à un calendrier d’automne a entraîné la perte de plusieurs grands marchés (Philadelphie, Denver, Houston, Pittsburgh, Detroit, Miami et la région de la Baie de San Francisco). Le jury prend également note d'une communication écrite par Tad Taube à propos du litige, qui cite la bande dessinée Pogo: «Nous avons rencontré l'ennemi et il est nous.».
Plus important encore, le jury conclut que la NFL n'a pas tenté de forcer l'USFL à quitter la télévision. En effet, ESPN reste disposé à diffuser des matchs à l’automne, plusieurs équipes ont également des contrats de diffusion locale et 1986 est également la saison inaugurale de la Fox Broadcasting Company, un réseau qui deviendra éventuellement le quatrième grand réseau de radiodiffusion. En substance, le jury estime que si l'USFL est lésée par la monopolisation de facto du football professionnel par la NFL aux États-Unis, la plupart de ses problèmes sont dus à sa propre mauvaise gestion. Elle accorde des dommages et intérêts nominaux d'un dollar, qui sont multipliés par trois en vertu de la législation antitrust, à trois dollars.
Le verdict est une victoire à la Pyrrhus classique. L’USFL a essentiellement misé son avenir sur l’issue de la poursuite, s’appuyant sur un règlement substantiel pour financer le déménagement à l’automne. Ils considèrent que les revendications liées à la télévision constituent le cœur de leur affaire. Le 4 août, soit quatre jours après l’annonce du verdict, les propriétaires décident de suspendre leurs opérations pour la saison 1986, dans l’intention de revenir en 1987,. La NFL organise une draft en 1984 pour que les équipes acquièrent les droits des joueurs de la USFL, dans l’éventualité d'une cessation de la ligue ou des équipes. Même le commissaire de la NFL, Pete Rozelle, après avoir entendu le verdict de culpabilité initial, est sorti de la salle d'audience en sachant que l'USFL s'était effectivement fermée en tentant de s'en prendre à la NFL. Cependant, il est peu probable que l'USFL ait été en mesure de créer un produit viable dans tous les cas, la ligue ayant une dette d'environ 160 millions de dollars.
Cinq jours après le verdict, les Bandits de Tampa Bay sont effectivement fermés lorsqu'un juge exerce un droit de rétention la franchise pour faire face aux arriérés de salaire dus à l'ancien joueur Bret Clark. Tous les actifs restants de l'équipe sont saisis pour régler la dette. Désespérés, les Outlaws organisent une réunion en janvier 1987 avec des représentants de la Ligue canadienne de football dans l'espoir de négocier une fusion. Les propriétaires de la LCF sont «tièdes» et rejettent finalement la demande des Outlaws. Avec presque tous ses joueurs sous contrat avec la NFL et la LCF, Harry Usher annonce que la ligue restera inactive en 1987 également.
L'USFL interjette un appel de la sentence, mais celui-ci est rejeté par la Cour d'appel des États-Unis pour le deuxième circuit en 1988. Cette décision met un terme aux chances de revenir sur le terrain et les sept équipes restantes décident de se dissoudre officiellement peu de temps après. Cependant, comme l'USFL est, au moins nominalement, le vainqueur de la poursuite, la NFL est tenue de couvrir les honoraires d'avocat de l'USFL et les frais de procédure, et l'USFL se voit attribuer plus de 5,5 millions de dollars en frais d'avocat et plus de 62 000 $ en frais de justice. La NFL fait également appel de cette décision; elle est  confirmée devant la Cour suprême des États-Unis en 1990, quatre ans après la fin des opérations de l'USFL. Elle reçoit finalement un chèque de 3,76 dollars en 1990, les 76 ¢ supplémentaires représentant les intérêts gagnés alors que les procédures judiciaires sont poursuivies. Ce chèque n'a pas encore été encaissé.

## Franchises
| - Outlaws de l'Arizona (1985) - Wranglers de l'Arizona (1983-1984) - Stars de Baltimore (1985) - Stallions de Birmingham (1983-1985) - Breakers de Boston (1983) - Blitz de Chicago (1983-1984) - Gold de Denver (1983-1985) - Gamblers de Houston (1984-1985) | - Bulls de Jacksonville (1984-1985) - Express de Los Angeles (1983-1985) - Showboats de Memphis (1984-1985) - Panthers du Michigan (1983-1984) - Generals du New Jersey (1983-1985) - Breakers de La Nouvelle-Orléans (1984) - Invaders d'Oakland (1983-1985) - Outlaws de l'Oklahoma (1984) | - Renegades d'Orlando (1985) - Stars de Philadelphie (1983-1984) - Maulers de Pittsburgh (1984) - Breakers de Portland (1985) - Gunslingers de San Antonio (1984-1985) - Bandits de Tampa Bay (1983-1985) - Federals de Washington (1983-1984) |

## Palmarès
| Saison | Date            | Finale                | Finale  | Finale                 | MVP                             | Lieu                                        | Spectateurs | Réf    |
| ------ | --------------- | --------------------- | ------- | ---------------------- | ------------------------------- | ------------------------------------------- | ----------- | ------ |
| Saison | Date            | Vainqueur             | Score   | Finaliste              | MVP                             | Lieu                                        | Spectateurs | Réf    |
| 1983   | 17 juillet 1983 | Panthers du Michigan  | 24 - 22 | Stars de Philadelphie  | Bobby Hebert (en), QB, Panthers | Mile High Stadium, Denver, Colorado         | 50 606      | [ 90 ] |
| 1984   | 15 juillet 1984 | Stars de Philadelphie | 23 - 03 | Wranglers de l'Arizona | Chuck Fusina (en), QB, Stars    | Tampa Stadium, Tampa, Floride               | 52 662      | [ 91 ] |
| 1985   | 14 juillet 1985 | Stars de Baltimore    | 28 - 24 | Invaders d'Oakland     | Kelvin Bryant (en), RB, Stars   | Giants Stadium, East Rutherford, New Jersey | 49 263      | [ 92 ] |

| Saison | Joueur             | Position | Équipe                 |
| ------ | ------------------ | -------- | ---------------------- |
| 1983   | Kelvin Bryant (en) | RB       | Stars de Philadelphie  |
| 1984   | Jim Kelly          | QB       | Gamblers de Houston    |
| 1985   | Herschel Walker    | RB       | Generals du New Jersey |

| Nom              | Fonction             | Franchise               | Saisons en USFL | Année d'intronisation | Réf     |
| ---------------- | -------------------- | ----------------------- | --------------- | --------------------- | ------- |
| George Allen     | Entraîneur principal | Blitz de Chicago (en)   | 1983            | Classe 2002           | [ 94 ]  |
| George Allen     | Entraîneur principal | Wranglers de l'Arizona  | 1984            | Classe 2002           | [ 94 ]  |
| Sid Gillman (en) | Consultant           | Outlaws d'Oklahoma (en) | 1984            | Classe 1983           | [ 95 ]  |
| Sid Gillman (en) | Consultant           | Express de Los Angeles  | 1984            | Classe 1983           | [ 95 ]  |
| Jim Kelly        | Joueur               | Gamblers de Houston     | 1984, 1985      | Classe 2002           | [ 96 ]  |
| Marv Levy (en)   | Entraîneur           | Blitz de Chicago        | 1984            | Classe 2001           | [ 97 ]  |
| Bill Polian (en) | Directeur personnel  | Blitz de Chicago        | 1984            | Classe 2015           | [ 98 ]  |
| Steve Young      | Joueur               | Express de Los Angeles  | 1984, 1985      | Classe 2005           | [ 99 ]  |
| Reggie White     | Joueur               | Showboats de Memphis    | 1984, 1985      | Classe 2006           | [ 100 ] |
| Gary Zimmerman   | Joueur               | Express de Los Angeles  | 1984, 1985      | Classe 2008           | [ 101 ] |

## Commissionnaires de l'USFL
- Chet Simmons (en) (1983-1984)
- Harry Usher (en) (1984-1989)